# Герб комуни Мулльше
Герб комуни Мулльше (швед. Mullsjö kommunvapen) — символ шведської адміністративно-територіальної одиниці місцевого самоврядування комуни Мулльше. 

## Історія
Герб комуни офіційно зареєстровано 1977 року.

## Опис (блазон)
У синьому полі срібна сніжинка, над нею — ялинкоподібно відділена срібна глава.

## Зміст
Сюжет герба символізує роль комуни як зимового курорту та центру зимових видів спорту.     